# 1804 في المملكة المتحدة
فيما يلي قوائم الأحداث التي وقعت خلال عام 1804 في المملكة المتحدة.

## سياسة

### تعيين في المنصب
- 10 مايو – ويليام بيت الأصغر رئيس وزراء المملكة المتحدة، مستشار الخزانة.

### انتهاء فترة المنصب
- 10 مايو – هنري أدينغتون رئيس وزراء المملكة المتحدة، مستشار الخزانة.
- 14 مايو – روبرت جنكنسون وزير الدولة للشؤون الخارجية وشؤون الكومنولث [الإنجليزية]‏.

## مواليد

### مارس
- 13 مارس – توماس اللوم فنان بريطاني.[1]

### أبريل
- 10 أبريل – تشارلز هاستينغز دويل[2]

### يوليو
- 20 يوليو – ريتشارد أوين[3]

### سبتمبر
- 14 سبتمبر – جون غولد[4]

### ديسمبر
- 21 ديسمبر – بينجامين دزرائيلي[5]

## وفيات

### فبراير
- 6 فبراير – جوزيف بريستلي (مواليد 1733) الحراس.[6]

### أبريل
- 12 أبريل – جوزيف كارليل (مواليد 1758)[7]